# Aleksandra Goriatchkina
Aleksandra Iourievna Goriatchkina (en russe : Александра Юрьевна Горячкина, transcription en anglais : Aleksandra Goryachkina) est une joueuse d'échecs russe née le 28 septembre 1998 à Orsk. Elle a remporté deux fois le championnat du monde d'échecs junior féminin (en 2013 et 2014) et trois fois le championnat de Russie féminin. En juin 2019 , elle remporte avec aisance le tournoi des candidates et est qualifiée pour disputer le championnat du monde féminin contre la Chinoise Ju Wenjun en janvier 2020. Elle perd le match 7,5 à 8,5 après départages.
Au 1er mai 2020, elle est la numéro un russe et la troisième joueuse mondiale avec un classement Elo de 2 582 points.

## Biographie et carrière

### Multiple championne du monde et d'Europe des jeunes
Aleksandra Goriatchkina a été championne d'Europe individuelle en 2010 (moins de dix ans), 2011 (moins de quatorze ans) et 2012 (moins de dix-huit ans). 
Elle fut championne du monde individuelle en 2008 (moins de dix ans), 2011 (moins de quatorze ans), 2012 (moins de dix-huit ans), 2013 et 2014 (juniors : moins de vingt ans).
Avec l'équipe de Russie, elle fut championne d'Europe par équipe de moins de dix-huit ans en 2012 (elle était remplaçante) et deuxième par équipe de l'olympiade des moins de 16 ans en 2014 (elle jouait au deuxième échiquier).

### Championne de Russie
Goriatchkina a remporté  la super-finale du championnat de Russie féminin (adultes) en 2015, 2017 et 2020. Elle participe à la superfinale du championnat mixte en 2021, terminant à la 10ème place sur 12.

### Grand maître international
Grand maître international féminin en 2012 à treize ans, Goriatchkina a obtenu le titre mixte de grand maître international en 2018. 

### Championnats du monde féminins
En 2015, 2017 et 2018, Goriatchkina fut battue au deuxième tour du championnat du monde féminin qui était un tournoi à élimination directe.
En 2019, Aleksandra Goriatchkina fut sélectionnée pour participer au tournoi des candidates de 2019 en remplacement d'Hou Yifan, la numéro un mondiale retenue par ses études a Oxford. À la surprise générale elle remporte facilement le tournoi.
En janvier 2020, elle affronte la championne du monde en titre, la Chinoise Ju Wenjun. Après égalité (6 à 6) lors des parties classiques, elle perd le match lors des parties de départage rapide : 1,5 à 2,5.
Elle participe à nouveau au tournoi des candidates en novembre 2022. Elle gagne le match de quart de finale contre Alexandra Kosteniouk, puis perd le match de demi-finale contre la Chinoise Tan Zhongyi.
| Année | Lieu                                        | Résultat                                                           | Ultime adversaire                                                                                | Adversaires battues                                                                              |
| ----- | ------------------------------------------- | ------------------------------------------------------------------ | ------------------------------------------------------------------------------------------------ | ------------------------------------------------------------------------------------------------ |
| 2015  | Sotchi                                      | deuxième tour                                                      | Anna Mouzytchouk                                                                                 | Lilit Mkrtchian                                                                                  |
| 2017  | Téhéran                                     | deuxième tour                                                      | Phạm Lê Thảo Nguyên                                                                              | Zhai Mo                                                                                          |
| 2018  | Khanty-Mansiïsk                             | deuxième tour                                                      | Alissa Galliamova                                                                                | Maïli-Jade Ouellet                                                                               |
| 2019  | Kazan, Russie                               | Victoire au Tournoi des candidates de 2019 avec 9,5 points sur 14. | Victoire au Tournoi des candidates de 2019 avec 9,5 points sur 14.                               | Victoire au Tournoi des candidates de 2019 avec 9,5 points sur 14.                               |
| 2020  | Shanghai et Vladivostok                     | Challenger                                                         | Aleksandra Goriatchkina perd le championnat du monde contre Ju Wenjun 7,5 à 8,5 après départages | Aleksandra Goriatchkina perd le championnat du monde contre Ju Wenjun 7,5 à 8,5 après départages |
| 2022  | Khiva, Ouzbékistan (tournoi des candidates) | demi-finaliste                                                     | Tan Zhongyi                                                                                      | Alexandra Kosteniouk                                                                             |

### Coupes du monde féminines
| Année | Lieu    | Résultat      | Ultime adversaire    | Adversaires battues                                                                                               |
| ----- | ------- | ------------- | -------------------- | --- |
| 2021  | Sotchi  | finaliste     | Alexandra Kosteniouk | Gulrukhbegim Tokhirjonova Olga Badelka Antoaneta Stefanova Dinara Saduakassova Anna Mouzytchouk                   |
| 2023  | Bakou   | vainqueur     | Nurgyul Salimova     | Lisandra Teresa Ordaz Valdés, Divya Deshmukh, Nino Batsiachvili, Harika Dronavalli, Tan Zhongyi, Nurgyul Salimova |
| 2025  | Batoumi | Deuxième tour | Meruert Kamalidenova | |

### Compétitions par équipe
Avec l'Équipe de Russie, Aleksandra Goriatchkina a remporté le championnat d'Europe des moins de dix-huit ans en 2012.
En 2013, elle participa avec l'équipe adulte au championnat d'Europe d'échecs des nations à Varsovie et remporta la médaille d'argent par équipe (elle marqua 2,5 points sur 3 comme remplaçante). Lors de l'édition suivante, en 2015, elle remporta la médaille d'or par équipe et la médaille d'or individuelle au quatrième échiquier lors du championnat d'Europe. En 2017, la Russie finit première de la compétition.
En 2015, elle fut vice-championne du monde par équipe et médaille d'argent individuelle au quatrième échiquier. 
En 2017, l'équipe de Russie finit deuxième du championnat du monde par équipes féminines remporté par la Chine.